# 200 meter för damer i friidrott vid olympiska sommarspelen 1972
200 meter för damer vid olympiska sommarspelen 1972 i München avgjordes 4 och 7 september. 

## Medaljörer
| Gren      | Guld                         | Guld       | Silver                     | Silver | Brons                   | Brons |
| 200 meter | Renate Stecher · Östtyskland | 22,40 (VR) | Raelene Boyle · Australien | 22,45  | Irena Szewińska · Polen | 22,74 |

## Resultat
- Q innebär avancemang utifrån placering i heatet.
- q innebär avancemang utifrån total placering.
- DNS innebär att personen inte startade.
- DNF innebär att personen inte fullföljde.
- DQ innebär diskvalificering.
- NR innebär nationellt rekord.
- OR innebär olympiskt rekord.
- WR innebär världsrekord.
- WJR innebär världsrekord för juniorer
- AR innebär världsdelsrekord (area record)
- PB innebär personligt rekord.
- SB innebär säsongsbästa.
- w innebär medvind > 2,0 m/s

### Heat

#### Heat 1
| Placering | Namn                | Nationalitet   | Bana | Tid   |
| --------- | ------------------- | -------------- | ---- | ----- |
| 1         | Alice Annum         | Ghana          | 6    | 23,15 |
| 2         | Barbara Ferrell     | USA            | 5    | 23,38 |
| 3         | Rosie Allwood       | Jamaica        | 1    | 23,56 |
| 4         | Donna Murray        | Storbritannien | 3    | 23.76 |
| 5         | Juana Mosquera      | Colombia       | 2    | 24.20 |
| 6         | Carolina Rieuwpassa | Indonesien     | 7    | 24.68 |
| -         | Irene Fitzner       | Argentina      | 4    | DNS   |

#### Heat 2
| Placering | Namn                  | Nationalitet  | Bana | Tid   |
| --------- | --------------------- | ------------- | ---- | ----- |
| 1         | Renate Stecher        | Östtyskland   | 2    | 22,96 |
| 2         | Raelene Boyle         | Australien    | 4    | 23,58 |
| 3         | Nadezjda Besfamilnaja | Sovjetunionen | 3    | 23,62 |
| 4         | Amelita Alanes        | Filippinerna  | 5    | 25.28 |
| 5         | Helen Olaye           | Nigeria       | 1    | 25.30 |
| 6         | Mabel Saeluzika       | Malawi        | 6    | 28.29 |
| -         | Carmen Valdes         | Kuba          | 7    | DNS   |

#### Heat 3
| Placering | Namn              | Nationalitet   | Bana | Tid   |
| --------- | ----------------- | -------------- | ---- | ----- |
| 1         | Annegret Kroniger | Västtyskland   | 4    | 23,37 |
| 2         | Wilma van Gool    | Nederländerna  | 6    | 23,86 |
| 3         | Della James       | Storbritannien | 2    | 23,97 |
| 4         | Hannah Afriyie    | Ghana          | 3    | 24.38 |
| 5         | María Luisa Vilca | Peru           | 1    | 24.46 |
| 6         | Josefa Vicent     | Uruguay        | 7    | 25.09 |
| 7         | Meas Kheng        | Kambodja       | 5    | 25.86 |

#### Heat 4
| Placering | Namn           | Nationalitet        | Bana | Tid   |
| --------- | -------------- | ------------------- | ---- | ----- |
| 1         | Ellen Strophal | Östtyskland         | 1    | 23,54 |
| 2         | Pam Greene     | USA                 | 7    | 23,96 |
| 3         | Una Morris     | Jamaica             | 6    | 23,99 |
| 4         | Pirjo Wilmi    | Finland             | 3    | 24.16 |
| 5         | Rose Musani    | Uganda              | 5    | 25.37 |
| 6         | Laura Pierre   | Trinidad och Tobago | 4    | 26.32 |
| -         | Eva Gleskovà   | Tjeckoslovakien     | 2    | DNS   |

#### Heat 5
| Placering | Namn              | Nationalitet | Bana | Tid   |
| --------- | ----------------- | ------------ | ---- | ----- |
| 1         | Irena Szewińska   | Polen        | 3    | 23,37 |
| 2         | Christiane Krause | Västtyskland | 7    | 23,51 |
| 3         | Jackie Thompson   | USA          | 6    | 23,67 |
| 4         | Karoline Käfer    | Österrike    | 1    | 24.42 |
| 5         | Russel Carrero    | Nicaragua    | 5    | 28.02 |
| -         | Silvia Chivas     | Kuba         | 2    | DNS   |
| -         | Karen Powell      | Bahamas      | 4    | DNS   |

#### Heat 6
| Placering | Namn               | Nationalitet   | Bana | Tid |
| --------- | ------------------ | -------------- | ---- | --- |
| 1         | Marina Sidorova    | Sovjetunionen  | 5    |     |
| 2         | Sylviane Telliez   | Frankrike      | 4    |     |
| 3         | Christina Heinich  | Östtyskland    | 6    |     |
| 4         | Margaret Critchley | Storbritannien | 2    |     |
| 5         | Marcia Trotman     | Barbados       | 7    |     |
| 6         | Beatrice Lungu     | Zambia         | 1    |     |
| 7         | Fatima El-Faquir   | Marocko        | 3    |     |

### Kvartsfinaler

#### Heat 1
| Placering | Namn                  | Nationalitet  | Bana | Tid   |
| --------- | --------------------- | ------------- | ---- | ----- |
| 1         | Irena Szewińska       | Polen         | 7    | 22,79 |
| 2         | Nadezjda Besfamilnaja | Sovjetunionen | 3    | 23,20 |
| 3         | Christina Heinich     | Östtyskland   | 6    | 23.23 |
| 4         | Barbara Ferrell       | USA           | 1    | 23.30 |
| 5         | Una Morris            | Jamaica       | 5    | 23.62 |
| 6         | Marcia Trotman        | Barbados      | 2    | 24.00 |
| 7         | Amelita Alanes        | Filippinerna  | 4    | 24.98 |
| -         | Josefa Vicent         | Uruguay       | 8    | DNS   |

#### Heat 2
| Placering | Namn              | Nationalitet   | Bana | Tid   |
| --------- | ----------------- | -------------- | ---- | ----- |
| 1         | Ellen Strophal    | Östtyskland    | 8    | 22,93 |
| 2         | Alice Annum       | Ghana          | 5    | 22,95 |
| 3         | Wilma van Gool    | Nederländerna  | 2    | 23,22 |
| 4         | Christiane Krause | Västtyskland   | 4    | 23.22 |
| 5         | Della James       | Storbritannien | 73   | 23.72 |
| 6         | Juana Mosquera    | Colombia       | 1    | 24.00 |
| 7         | María Luisa Vilca | Peru           | 7    | 24.48 |
| 8         | Rose Musani       | Uganda         | 6    | 25.28 |

#### Heat 3
| Placering | Namn             | Nationalitet   | Bana | Tid   |
| --------- | ---------------- | -------------- | ---- | ----- |
| 1         | Renate Stecher   | Östtyskland    | 1    | 23,31 |
| 2         | Rosie Allwood    | Jamaica        | 7    | 23,33 |
| 3         | Sylviane Telliez | Frankrike      | 8    | 23,69 |
| 4         | Donna Murray     | Storbritannien | 6    | 23.69 |
| 5         | Pam Greene       | USA            | 5    | 23.85 |
| 6         | Karoline Käfer   | Österrike      | 4    | 23.92 |
| 7         | Hannah Afriyie   | Ghana          | 3    | 24.47 |
| -         | Russel Carrero   | Sovjetunionen  | 2    | DNS   |

#### Heat 4
| Placering | Namn                | Nationalitet   | Bana | Tid   |
| --------- | ------------------- | -------------- | ---- | ----- |
| 1         | Raelene Boyle       | Australien     | 7    | 23,06 |
| 2         | Annegret Kroniger   | Västtyskland   | 3    | 23,14 |
| 3         | Jackie Thompson     | USA            | 4    | 23,22 |
| 4         | Marina Sidorova     | Sovjetunionen  | 8    | 23.33 |
| 5         | Pirjo Wilmi         | Finland        | 5    | 23.68 |
| 6         | Margaret Critchley  | Storbritannien | 2    | 24.05 |
| 7         | Carolina Rieuwpassa | Indonesien     | 1    | 25.03 |
| 8         | Helen Olaye         | Nigeria        | 6    | 25.09 |

### Semifinaler

#### Heat 1
| Placering | Namn              | Nationalitet  | Bana | Tid   |
| --------- | ----------------- | ------------- | ---- | ----- |
| 1         | Ellen Strophal    | Östtyskland   | 7    | 22,90 |
| 2         | Raelene Boyle     | Australien    | 3    | 22,92 |
| 3         | Irena Szewińska   | Polen         | 6    | 22,92 |
| 4         | Rosie Allwood     | Jamaica       | 1    | 23.14 |
| 5         | Christiane Krause | Västtyskland  | 2    | 23.17 |
| 6         | Jackie Thompson   | USA           | 4    | 23.18 |
| 7         | Marina Sidorova   | Sovjetunionen | 8    | 23.40 |
| -         | Wilma van Gool    | Nederländerna | 5    | DNS   |

#### Heat 2
| Placering | Namn                  | Nationalitet   | Bana | Tid   |
| --------- | --------------------- | -------------- | ---- | ----- |
| 1         | Renate Stecher        | Östtyskland    | 8    | 22,83 |
| 2         | Annegret Kroniger     | Västtyskland   | 5    | 23,05 |
| 3         | Christina Heinich     | Östtyskland    | 6    | 23,28 |
| 4         | Alice Annum           | Ghana          | 4    | 23.30 |
| 5         | Nadezjda Besfamilnaja | Sovjetunionen  | 1    | 23.31 |
| 6         | Sylviane Telliez      | Frankrike      | 3    | 23.34 |
| 7         | Barbara Ferrell       | USA            | 2    | 23.39 |
| 8         | Donna Murray          | Storbritannien | 7    | 24.03 |

### Final
| Placering | Namn              | Nationalitet | Bana | Tid   | Noteringar |
| --------- | ----------------- | ------------ | ---- | ----- | ---------- |
| 1         | Renate Stecher    | Östtyskland  | 6    | 22,40 | WR OR      |
| 2         | Raelene Boyle     | Australien   | 4    | 22,45 |            |
| 3         | Irena Szewińska   | Polen        | 5    | 22,74 |            |
| 4         | Ellen Strophal    | Östtyskland  | 3    | 22,75 |            |
| 5         | Christina Heinich | Östtyskland  | 7    | 22,89 |            |
| 6         | Annegret Kroniger | Västtyskland | 1    | 22.89 |            |
| 7         | Alice Annum       | Ghana        | 8    | 22,99 |            |
| 8         | Rosie Allwood     | Jamaica      | 2    | 23,11 |            |